# Мьохо-Мару
Мьохо-Мару (Myoho Maru) — транспортне судно, яке під час Другої світової війни взяло участь у операціях японських збройних сил на Борнео та Соломонових островах.

## Передвоєнна історія
Вантажне судно Мьохо-Мару спорудили в 1939 році на верфі Harima Shipbuilding на замовлення компанії Nippon Yusen Kisen. Того ж року його перепродали East China Shipping. Згодом судно реквізували для потреб Імперської армії Японії та призначили для перевезення військ.

## Вторгнення на Борнео
Невдовзі після вступу Японії у війну Мьохо-Мару залучили до вторгнення у Британське Борнео (наразі східна частина Малайзії). Воно входило у групу із п'яти суден, що мали перевозити сили, виділені Імперською армією Японії (124-й піхотний полк та ряд інших підрозділів). 13 грудня 1941-го Мьохо-Мару та ще вісім транспортів (чотири призначались для перевезення загонів, виділених Імперським флотом Японії, передусім 2-го батальйону морської піхоти ВМБ Йокосука) вийшли із бухти Камрань на узбережжі В'єтнаму та попрямували на схід. Висадка почалась 16 грудня одразу у трьох місцях, при цьому Мьохо-Мару дістався центр нафтодобувної промисловості Мірі.
Не зустрівши серйозного спротиву, японці змогли вже 22 грудня зібрати у Мірі новий транспортний загін для десанту в Кучинг (п'ятсот кілометрів на південний захід по узбережжю Борнео) у складі Мьохо-Мару та семи інших суден (одне ще до висадки на Борнео відправили для доставки спорядження на Філіппіни). Вони прийняли на борт два з трьох виділених Імперською армією батальйонів та 2-й батальйон морської піхоти ВМБ Йокосука, і надвечір 23 грудня досягли району призначення. Протидія висадці знову була обмеженою, проте внаслідок поганої погоди затонули чотири десантні катери, а транспортні та ескортні судна конвою дістали пошкодження.

## Конвой на Соломонові острови
Висадка американців 7 серпня 1942-го на сході Соломонових островів започаткувала шестимісячну боротьбу за острів Гуадалканал. Наприкінці 1942-го японське командування вирішило доправити сюди 6-ту піхотну дивізію Імперської армії Японії, для чого в окупованому китайському Шанхаї сформували конвой №35, складений з чотирьох частин. Мьохо-Мару увійшло до групи А (разом з Teiyo Maru та Shinsei Maru № 1).
21 грудня 1942-го група А вийшла з Шанхаю, 5 січня 1943-го прибула на військово-морську базу Мако (Пескадорські острови у південній частині Тайванської протоки), після чого пройшла до островів Трук — головної передової бази японського флоту у східній частині Каролінських островів, звідки провадились операції та здійснювалось постачання гарнізонів у архіпелазі Бісмарка та на Соломонових островах.
15 січня 1943-го група А під охороною есмінця «Сігуре» рушила у південно-східному напрямку, маючи на меті пройти через Бугенвільську протоку (відділяє острови Бугенвіль та Шуазель на заході Соломонових островів) та укритись на якірній стоянці Шортленд (прикрита островами Шортленд акваторія біля південного узбережжя Бугенвілю).
19 січня 1943-го в районі за сотню кілометрів на північ від Бугенвільської протоки підводний човен Swordfish випустив три торпеди по групі А. Це потопило Myoho Maru, разом з яким загинули 3 члени екіпажу та 61 пасажир (втім, це була лише мала частина з майже тисячі солдат і матросів, що перебували на борту).